# Hardcore in Umeå
Hardcore in Umeå verwijst naar de aanwezigheid van de hardcore punk in de Noord-Zweedse stad Umeå. Deze culturele beweging groeide eind jaren tachtig van de 20e eeuw onder invloed van bands als Final Exit, Step Forward en Refused. Kenmerkend was het grote aantal straight-edgebands.

## Geschiedenis
Hardcore punk en straight edge smolten samen in Umeå. Tijdens deze periode werd onder andere het platenlabel Umeå Hardcore Records opgericht. Ook het platenlabel Burning Heart Records sloot contracten met enkele bands uit Umeå. De belangstelling voor deze muziek, die zich keerde tegen de gevestigde orde en gekenmerkt werd door politieke teksten, was enorm. De belangstelling kan verklaard worden door de economische crisis en de hoge werkloosheid in Zweden op dat moment.
In het begin van de jaren 90 won een nieuwe golf van punk, metal en alternatieve rock aan populariteit in de rest van de wereld. Nirvana's Nevermind (1991), Metallica's Black Album (1991) en Rage Against the Machine's gelijknamige album Rage Against the Machine (1992) kregen veel erkenning over de hele wereld, maar in de rockscene van Umeå bleef hardcore echter het populairst.
Verschillende hardcorebands uit Umeå werden in andere landen opgemerkt en velen toerden door Europa en Amerika. De internationale belangstelling voor de Umeå-scene had tot gevolg dat steeds meer bands uit andere landen in Umeå kwamen optreden. Een voorbeeld hiervan is Biohazard, dat ervoor koos een Europese tournee in 1997 te beginnen in Umeå. Billy Graziadei van Biohazard zei hierover: "Umeå is een hardcore-hoofdstad in Europa. We houden van deze plek. Ik geloof dat de bands in Umeå meer geloven in wat ze zingen dan op welke plek op aarde dan ook. En dan heb ik het niet alleen over straight-edgebands als Refused, Doughnuts en Final Exit. Er zit hier een bepaalde eerlijkheid in de muziek en dat weten ze in de hele wereld. Ze weten wat ze willen."

## Kenmerken
De veganistische cultuur, zoals uitgedragen door de Doughnuts die gebruikmaakten van een basdrum met de tekst "Vegan Revolution" afgedrukt op de voorkant, is kenmerkend voor de Umeå-scene. Hardcore is effectief gebruikt in het creëren van wat vandaag de dag bekendstaat als de "dierenrechtenbeweging". Het liep parallel met de straightedge-beweging, die snel groeide in Umeå toen het met de hardcorescene was samengesmolten.
Sommigen vonden het politieke aspect belangrijker dan de muziek en besloten om het bewustzijn van de dierenrechtenkwestie serieuzer te nemen. Velen sloten zich aan of vormden protestgroepen en sommigen gingen over tot gewelddadig activisme in de naam van de dierenrechten. Voorbeelden van acties waren het plaatsen van vuurbommen bij faciliteiten van de vleesindustrie en het met de dood bedreigen van universiteitsmedewerkers die meededen aan dierproeven. Deze radicale activiteiten zorgden voor veel media-aandacht voor de scene.

## Bekende bands
- Abhinanda
- AC4
- Disconvenience
- Doughnuts
- DS-13
- Final Exit
- The Lost Patrol Band
- The (International) Noise Conspiracy
- Plastic Pride
- Refused
- Step Forward
- The Vectors
- Soapbox